# William Martin Conway
William Martin Conway, 1.er barón Conway de Allington (12 de abril de 1856 – 19 de abril de 1937), conocido entre 1895 y 1931 como Sir Martin Conway, fue un crítico de arte inglés, político, cartógrafo y montañero.

## Entorno y educación
Conway nació en Rochester, Inglaterra, el 12 de abril de 1856, hijo del reverendo William Conway, quién más tarde se convertiría en rector del St. Margaret de Westminster. Fue educado en Repton y la Universidad Trinity de Cambridge, donde estudió Matemáticas y se hizo amigo cercano de Karl Pearson. Se interesó en xilografía, grabado e incunables; su Historia de los leñadores de los Países Bajos en el siglo XV fue publicado en 1884.

## Montañismo
Conway fue miembro del Club Alpino, del cual sería presidente de 1902 a 1904.
En 1892, durante una expedición de exploración y montañismo emprendida bajo los auspicios de la Royal Society, la Royal Geographical Society y la Asociación Británica para el Avance de la Ciencia, realizó el ascenso de una cumbre subsidiaria del Baltoro Kangri, reclamando el récord de altitud mundial con una altura de 7010 m. Aun así, medidas posteriores han revisado su altura dando 6804 m. En 1896-1897 exploró el interior del Spitsbergen, y al año siguiente exploró y registró los Andes bolivianos, escalando el "Sorata" (conocido hoy como Ancohuma, 6427 m)  y el  Illimani (6438 m). También intentó escalar el Aconcagua (6959 m) haciendo una parada corta de la cumbre por 50-ft y explorando Tierra del Fuego haciendo un intento en el monte Sarmiento. En la Exposición Universal de París de 1900 recibió la medalla de oro por exploraciones de montaña, y la Medalla del Fundador de la Royal Geographical Society en 1905.
Se desempeñó como presidente del Club Alpino entre 1902-1904 y se convirtió en el primer presidente del Club de Esquí Alpino en su reunión inaugural en 1908.
En 1924, Conway evaluó evidencia de la expedición británica al Everest de 1924 y creyó que George Mallory y Andrew Irvine habían alcanzado la cumbre del monte Everest.

Mapa de Karakórum elaborado por Conway en el que muestra el entorno del glaciar Hispar, basado en su exploración de 1892.

De 1884 a 1887 Conway fue profesor de Arte en la Universidad de Liverpool; y de 1901 a 1904 fue profesor de la Cátedra Slade de Bellas Artes en la Universidad de Cambridge. Fue designado caballero en 1895 por sus esfuerzos en el mapeo de 5180 km² de la cordillera del Karakórum en el Himalayas tres años antes.
En 1889 publicó un libro acerca de su investigación sobre Alberto Durero. Fue asistido en esto por la erudita Lina Eckenstein quién era la hermana de un compañero alpinista, Oscar Eckenstein.

## Carrera política
Conway se involucró en política durante algún tiempo, aliándose con los dos partidos más importantes presuntamente en persecución de un título de caballero y una baronía; recibió ambos. Fue nombrado como posible candidato liberal para Wolverhampton Sur a inicios de 1900, pero retiró su candidatura "a causa de circunstancias domésticas". Fue elegido Parlamentario Unionista por las Universidades inglesas Combinadas en 1918, desempeñándose como tal hasta 1931, cuando fue elevado a miembro de la realeza como barón Conway de Allington, de Allington en el Condado de Kent, en los Honores de Disolución.
Conway fue el primer director general del Museo Imperial de la Guerra y administrador de la National Portrait Gallery. Su colección de fotografías se convirtió en la base de la Biblioteca Conway en el Instituto de Arte Courtauld en Londres. Fue también responsable de la restauración del Castill Allington. 
Falleció en Londres el 19 de abril de 1937. El título se extinguió a su muerte.

## Obra

### Obras sobre arte
- Historia de los leñadores de los Países Bajos en el siglo XV, 1884.
- Artistas flamencos tempranos, 1887.
- Los restos literarios de Alberto Durero, 1889.
- El alborear del arte en el Mundo Antiguo, 1891, tratando Caldea, Asiria y arte egipcio.
- Artistas toscanos tempranos, 1902.
- Tesoros del arte de la Rusia soviética, 1925.
- Giorgione como pintor de paisaje, 1929.

### Montañismo y trabajos de viaje
- Escalada y Exploración en los Himalayas Karakorum, 1894.
- Los Alpes de extremo a extremo, 1895.
- El primer cruce del Spitsbergen, 1897.
- Los Andes Bolivianos, 1901.
- Aconcagua y Tierra Del Fuego: Un libro de escalada, viaje y exploración, 1902.
- Tierra de nadie, una historia del Spitsbergen desde su descubrimiento en 1596 al principio de la Exploración Científica del país, 1906.
- Memorias de montaña, 1920.
- Palestina y Marruecos, 1923.

### Autobiografía
- Episodios en una vida diversa, 1932.
- El deporte de recoger, 1914.